# Stora Hammartjärnen
Stora Hammartjärnen är en sjö i Fagersta kommun i Västmanland och ingår i Norrströms huvudavrinningsområde.